# Strongylodon elmeri
Strongylodon elmeri är en ärtväxtart som beskrevs av Elmer Drew Merrill. Strongylodon elmeri ingår i släktet Strongylodon och familjen ärtväxter. Inga underarter finns listade i Catalogue of Life.